# Королевский замок
Королевский замок (пол. Zamek Królewski w Warszawie) — архитектурный и исторический памятник, находящийся в Варшаве, Польша. Здание, построенное в стиле барокко и классицизма, расположено по адресу: Замковая площадь, 4. Памятник национальной культуры. Внесён в Государственный реестр музеев. Первоначально резиденция мазовецких князей.

## История

### Первое укрепление
Возведение деревянно-земляного укрепления на набережной Вислы в устье реки Камионки (ныне линия трассы W-Z) было связано с основанием города Варшавы. Обе инициативы приписываются князю Болеславу II Мазовецкому, правившему в 1294—1313 годах. Крепость (одна из немногих в среднем течении Вислы) служила защитой города и транспорта через реку Камион.

### XIV век
В первой половине XIV века замок-сторожевая башня превратился в главное укрепление на землях мазовецких князей. Во время правления Тройдена I (1314—1341) стал резиденцией варшавского кастеляна и одной из княжеских резиденций. При Казимире I (1349—1374) город, сформировавшийся вокруг цитадели, становится главным. Постепенно появились кирпичные постройки, превратившие цитадель в замок. С южной стороны была построена Большая башня (лат. Turris Magna), помимо оборонительной функции служившая жилым зданием; на севере была возведена сторожевая башня, носившая название «Журавль» с подъемным мостом; первый участок крепостной стены появился на юго-востоке. Вероятно, после оползня, произошедшего в результате наводнения в 1380-х годах, Януш I Старший (1374–1429) включил оставшуюся часть цитадели в новые городские стены и построил первую кирпичную резиденцию (лат. Lapidea).

### Строительство современного замка
Королевский замок был построен в 1598—1618 годах королём польским и великим князем литовским Сигизмундом Вазой на месте средневекового замка мазовецких князей. Дворец был воздвигнут на искусственном возвышении, имел форму пятиугольника и выделялся на фоне городской застройки 60-метровой Сигизмундовой башней, прообразом которой, по мнению некоторых авторов, послужили фортификационные сооружения Смоленска.
Замок подвергался грабежу во время шведского нашествия середины XVII века и Северной войны. Хотя и Ян Собеский, и Август III финансировали ремонтные работы, полномасштабное обновление обветшавшего строения связано с именем последнего короля, Станислава Августа Понятовского. По его инициативе вдоль Вислы было построено новое крыло с современными интерьерами в стиле классицизма, а старый замок был обстроен рядом новых залов и сооружений, включая протяжённый корпус королевской библиотеки, соединяющий замок с барочным дворцом «под бляхой».
12 (24) мая 1829 в Сенаторском зале Королевского замка состоялась коронация Николая I как царя Польши.
В промежутке между мировыми войнами дворец, представлявший собой замысловатую смесь построек и перестроек разных эпох, был тщательно отреставрирован, и здесь водворился президент Игнаций Мосцицкий. С началом Второй мировой войны нацисты заминировали дворец и подвергли его планомерному и беспощадному разрушению.
После войны место, где некогда стоял замок, пустовало до 1971 г., когда сейм окончательно отказался от планов строительства современных правительственных зданий на его месте и принял решение восстановить дворец по сохранившимся фрагментам и фотографиям, по возможности придав ему ту форму, которую, как предполагается, он имел в начале XVII века. Восстановительные работы продолжались до 1988 года. Аркады Кубицкого были переданы для пользования в 2009 году.
Ныне во дворце музей, где можно увидеть полотна Рембрандта (Ученый за пюпитром и Девушка в картинной раме) и Матейко («Стефан Баторий под Псковом», «Рейтан – падение Польши», «Конституция 3 мая 1791 года», «Проповедь Скарги», «Отравление князя Януша» и двенадцать эскизов из серии «История цивилизации в Польше»), старые виды Варшавы кисти Беллотто, а также урну с сердцем Тадеуша Костюшко.
Ежедневно, в 11:15 из часовой башни Королевского замка трубач подаёт сигнал: в это время остановились часы башни, когда шла бомбардировка Варшавы во время Второй мировой войны.

## Галерея
- Интерьеры
- Посольская изба
- Дворцовая капелла
- Зал картин Каналетто
- Тронный зал
- Национальный зал
- Зал ассамблей
- Комната для совещаний
- Мраморная комната
- Девушка в картинной раме, Рембрандт
- Ученый за пюпитром, Рембрандт